# Clackmannanshire
Clackmannanshire (Siorrachd Chlach Mhannainn ve Skotské gaelštině) je správní oblast ve Skotsku, ve které žije nejméně obyvatel ze všech správních jednotek země. Nachází se při severozápadním okraji zálivu Firth of Forth a sousedí s kraji Perth a Kinross, Stirling a Fife.

## Města a vesnice v oblasti
- Alloa
- Alva
- Clackmannan
- Coalsnaughton
- Dollar
- Fishcross
- Glenochil
- Menstrie
- Muckhart
- Sauchie
- Tillicoultry
- Tullibody